# 余德寶
余德寶（英語：Andy Yu Tak-po，1991年9月24日—），出生於香港，前香港油尖旺區議會副主席兼前富柏選區議員，亦是前公民黨執委會成員（地區發展）、認可調解員、街頭表演關注組召集人。余德寶自9歲起在旺角海富苑長大，以「家住本區，做就要做好」的理念服務本區居民。2015年以24歲之齡首次參與區議會選舉並成功當選，曾是油尖旺及公民黨最年輕當選人。

## 背景
余德寶自小居住於旺角海富苑，曾就讀於余振強紀念中學及香港城市大學專上學院，在2015年畢業於香港浸會大學政治及國際關係學系（Government and International Studies）社會科學學士課程，於同年當選油尖旺富柏選區議員，並於2019年成功連任。

### 參政經歷
2013年大專時期，在公民黨九龍西支部擔任暑期實習生，實習完成後加入公民黨，並於同年開展油尖旺富柏區的地區工作，望為所住區域出一分力及加強公民黨於地區的服務。
2014年獲選為公民黨青年公民行動召集人及九龍西支部副主席。2015年，余德寶在區議會選舉中取得逾2800票，成為油尖旺票王，亦是該區及公民黨最年輕當選人。2016年11月，他獲選為公民黨執行委員會成員，負責地區發展工作。而於2019年區議會選舉中，他獲得4748票，以超過六成選票擊敗建制派對手陳德立，成功連任。在2020年，由於民主派在本屆油尖旺區議會取得過半數議席，所以余德寶被民主派提名競逐區議會副主席一職，余德寶並在2020年1月7日第一次區議會會議上成功當選為新一屆油尖旺區議會副主席。，並擔任文化藝術活動統籌委員會主席。
2021年香港立法會選舉期間，簽署支持同意書予港島東候選人潘焯鴻。余德寶回應傳媒查詢時表示，只有「潘焯鴻搵我支持」，並指「佢比較可以支持得落手」

## 區議會及社區工作

### 海富苑木蝨問題
自2014年起，海富居民經常找余德寶處理家中木蝨，因而有了「木蝨寶」的外號。余多次尋求食環署及房屋署協助跟進木蝨問題，並要求成立專業滅蝨隊，但政府部門卻將上述問題歸咎於居民個人衛生未如理想。及後，余分別向政務司司長張建宗及特首林鄭月娥下戰書，挑戰他們一起在木蝨單位生活，均無回音，政府一方繼續無視問題。

### Japan Life投資騙局
與公民黨立法會議員譚文豪一同揭發日本健康產品公司Japan Life Co. Ltd億元投資騙案，接獲超過300名市民求助，而涉事款項高達2億港元。除了約見Japan Life 破產信託人高松律師及香港駐東京經濟貿易辦事處，余德寶亦於2018年11月陪同數名苦主代表前往東京參與Japan Life全球債權人會議，向Japan Life追討賠償，並尋求當地政府機關及政黨協助。

### 旺角行人專用區爭議
余德寶曾批評「殺街」是「治標不治本、斬腳趾避沙蟲」，街頭表演者只會分散到不同地區，未能把問題解決更會蔓延開去，並聯同林健文及民主黨涂謹申動議透過設立街頭表演發牌制度加強監管。余作為街頭表演關注組召集人，亦曾聯同公民黨立法會議員譚文豪以及多名街頭表演者發起模擬規管街頭表演活動，證明可以有效地將音量限制在85分貝以內，以減少滋擾。旺角行人專用區被「殺街」後，油尖旺區議會曾外訪新加坡，余認為新加坡的街頭表演政策絕對適用於香港，又認為該例子提供清晰的藍圖予香港政府參考。
2020年3月24日，余德寶在油尖旺區議會地區設施管理委員會提出臨時動議，建議取消前旺角行人專用區的閉路電視，以及反對警方使用該閉路電視的影像用途，獲民主派一致通過。余亦質疑建制派於行人專用區取消後仍通過以150萬元更新該系統，目的是監視居民，強調絕對不能接受。

### 捍衛區議會議政權力
油尖旺區議會內的民主派議員於2020年4月動議在議會內討論有關「重組警隊」的議案，秘書處不但在會議前以議題超出地區範圍和內容不符合區議會職能為由要求修改議案內容甚至撤回議案，在討論議案過程中，民政事務專員余健強更率領秘書處及政府部門代表一同離席，拒絕把該議案的討論過程納入官方的會議紀錄。
然而，油尖旺區議會過去曾就支持政改方案通過、支持落實一地兩檢、要求成立獨立調查委員會等議題作出討論，均獲得當時的民政事務專員蔡亮和秘書處提供協助。。

### 立法會退選
身兼油尖旺區議會副主席余德寶表示，新一屆區議會不斷遭到民政處打壓，尤其官員離場和削減撥款，指當務之急為守護區議會。油尖旺區議會內的民主派議員余德寶於2020年9月宣布不會參選九龍西，期望其退出能令協調更順暢，使民主派能在九龍西取得四席。。

### 協助13歲學生記者 陸同學
於2020年5月10日舉行的「和你sing」行動中，兩名來自《深學媒體》的學生記者於尖沙咀在並無違反法例下被香港警察無理帶走並扣留。。深學媒體指警方曾質疑2人的記者身份，稱陸為非法童工，更一度嘲笑他的身高，其後在要求他們出示記者證及身份證時，曾大聲責罵。事件發生後隨即由余德寶議員跟進。隨後，陸同學於在余德寶區議員及其母親陪同下離開警局。
之後，《深學媒體》收到勞工處的信件，指其涉嫌僱用非法勞工，觸犯香港法例第五十七 B 章 《僱用兒童規例》。就政府以「保護之名，行打壓之實」的行徑，余德寶議員目前已諮詢了法律意見，並會在本周內回應勞工處。余又認為，政府口說改善與傳媒間的關係，但「隔一日已經出信追究」，是干預新聞自由。

### 與鄧穎芝跟進教練非禮案
2020年5月10日一名疑似「男教練」被揭發其以教學名義為由伺機非禮多名女學員，曾參與格鬥節目的歌手鄧穎芝在其facebook發表千字文，直斥涉事男教練「禽獸不如」，批評沒有任何武術需要如此貼身教學，並希望受害者走出來指證該名男教練。案件由區議員余德寶跟進，余指出，案件的首要工作是疏導受害人的情緒，又呼籲其他受害人可與他聯絡，以便尋求社工及法律意見，亦會提供有需要的協助。截至2020年5月11日，余德寶議員已接獲6位女性求助。

### 反送中運動「831事件」七個月
2020年4日上午，余德寶與數名油尖旺區議員合作，把太子站外的鮮花運送到沙嶺公墓。北區連線成員亦帶備劍蘭獻於墓旁，最後簡單清理後抱起花束默哀悼念。

### 與名人到九龍西派口罩
COVID-19肆虐期間，防疫物資嚴重不足。故余德寶與多位名人合作，九龍西各區向街坊派發口罩，幫助市民抗疫，共度時艱。2020年2月10日，余德寶與吳日言前往旺角海富苑長者單位派發口罩。他也在同年2月20日與王宗堯、吳日言一同前往何文田愛民邨派發口罩，以及於3月19日與陳嘉倩前往海富苑長者屋探訪並派發防疫包予長者。

### 支持黃色經濟圈
多間黃店被執法部門多次巡查，甚至檢控。余德寶以實際行動實踐「黃色經濟圈」理念。余又指黃色經濟圈不是口號，而是運動的延續。2020年4月13日，他以義工身份到黃店當一日店長，協助歌手吳日言的黃店賣日式飯團，並鼓勵市民支持黃店。而於同年2020年4月26日，他以義工身份到佐敦食肆「開餐Dine Inn」當侍應。

### 協助街坊申請BNO
全國人大表決通過港區國安法，引起港人對BNO的關注。公民黨油尖旺區議會副主席余德寶表示，收到大量市民尋求協助，決定幫有意續領BNO的市民副簽，不過只限於認識兩年或以上的街坊。余德寶於5月尾期間開設熱線為街坊申請BNO副簽。

### 反送中運動「831事件」一週年 協助被警方拉跌孕婦
2020年8月31日反送中一週年，太子及旺角多處有人聚集，警方驅散在場人士時，一名孕婦被警方拉跌，其丈夫亦受傷被捕。此事件由油尖旺區議會副主席余德寶協助兩人。

### 辭職後眾籌結束議員辦事開支 被前黨友批評
2021年7月初，有傳政府會向不符合資格宣誓的區議員追討約100萬港元薪津，大批區議員紛紛辭職。余德寶在7月10日宣布辭任區議員，又在facebook呼籲街坊眾籌5萬港元幫他支付結束議員辦事處的部分開支。早前已辭任區議員的公民黨前黨員黃文萱在facebook不點名批評，指公民社會的資源不是取之不盡，而且當區議會副主席的薪金經比一般區議員多，她在又加上標籤「真係好嘔心呀大佬」、「仲有間飯糰舖」。其後余德寶刪去帖文。

### 余德寶協助被擄港人
2025年1月發生了王星失蹤案，引起香港社會對於東南亞跨國人口販賣的關注，余德寶在此事中為被擄港人提供了協助。他在1月20日到緬甸駐香港領事館遞交請願信，希望有關方面作出營救協助，但領事館最終沒有派人接收請願信。

## 外部連結
- 油尖旺區議會余德寶議員資料（页面存档备份，存于）
- 余德寶Facebook專頁（页面存档备份，存于）

| 議會席位      | 議會席位                                        | 議會席位    |
| ------------- | ----------------------------------------------- | ----------- |
| 前任： 陳偉強 | 油尖旺區議會富柏選區 2016年1月1日—2021年7月10日 | 繼任： 懸空 |